# Sanquin

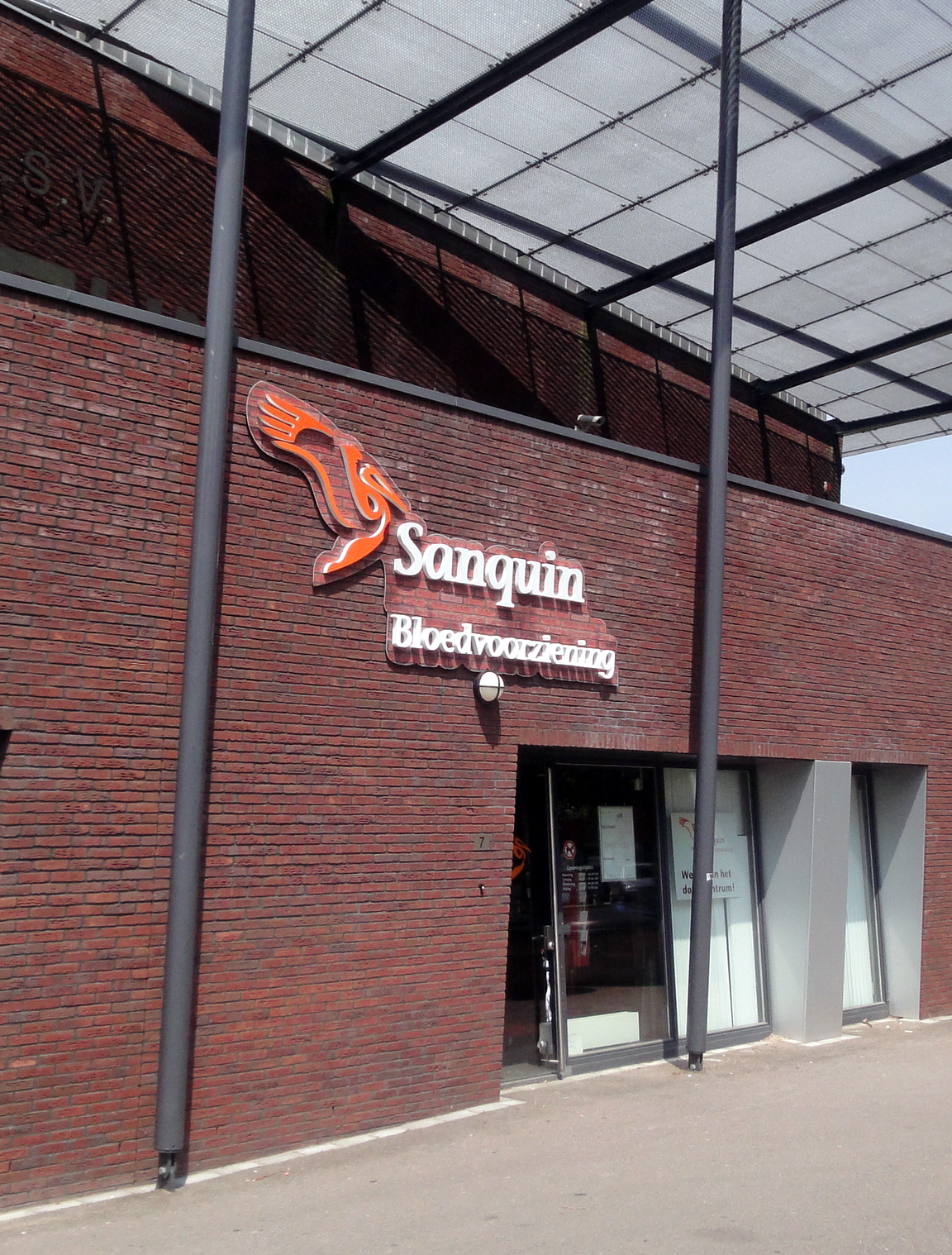
Sanquin in Den Haag

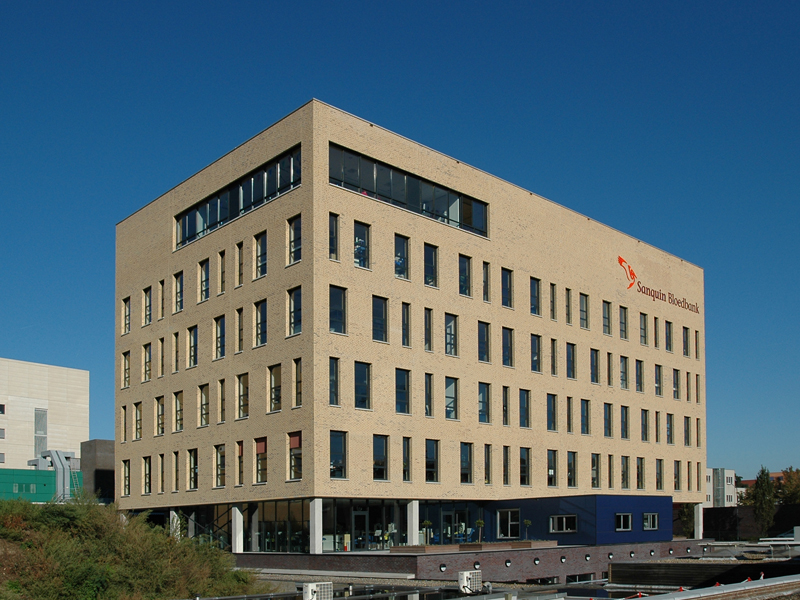
Bloedbank van Sanquin in Nijmegen

Sanquin Bloedvoorziening (spreek uit als sankwien) is de Nederlandse non-profitorganisatie die is belast met het voorzien in de behoefte van de gezondheidszorg aan bloed en korthoudbare bloedproducten. Dit is vastgelegd in de Wet inzake Bloedvoorziening (Wibv). Verder bevordert Sanquin de transfusiegeneeskunde, verricht wetenschappelijk onderzoek, verzorgt onderwijs en levert andere producten en diensten. Sanquin is in 1998 ontstaan uit een fusie van de Nederlandse bloedbanken en het Centraal laboratorium van de bloedtransfusiedienst van het Nederlandse Rode Kruis (CLB).
Sanquin verkrijgt dit bloed door middel van vrijwillige donatie.
Onder bloedproducten vallen niet de medicijnen die uit bloedplasma worden geproduceerd (zogenaamde langhoudbare bloedproducten). Sanquin streeft er naar ook hiermee de gehele Nederlandse markt te bedienen, ze dient daarbij echter te concurreren met andere partijen die ook uit bloed geproduceerde medicijnen op de Nederlandse markt mogen aanbieden.

## Geschiedenis
Sanquin is in 1998 ontstaan uit een fusie van de Nederlandse bloedbanken en het Centraal Laboratorium van de Bloedtransfusiedienst (CLB) van het Nederlandse Rode Kruis. Voor die tijd waren er 110 zelfstandige bloedtransfusiediensten die rond 1973 werden samengevoegd tot 25 (dat zouden er in de loop van de tijd 17 worden) regionale bloedbanken die de ziekenhuizen in hun regio van kort houdbare bloedproducten voorzagen zoals rode bloedcellen en bloedplaatjes. De regionale bloedbanken waren op hun beurt verenigd in de Federatie van Nederlandse Rode Kruis Bloedbanken. Daarnaast was er het CLB die ook zijn eigen bloedafnamenetwerk onderhield maar ook plasma verkreeg - tegen vergoeding - van de regionale bloedbanken voor de productie van lang houdbare bloedproducten zoals eiwitten en antistoffen, en voor onderzoek. Samen hielden zij zitting in de Centrale Medische Bloedtransfusiecommissie (CMBC).
De Wet inzake bloedtransfusie uit 1988, de voorganger van de huidige Wet inzake Bloedvoorziening, voorzag in een College voor de Bloedtransfusie van Het Nederlandse Rode Kruis (opvolger van het CMBC) dat samen met het CLB, de Federatie, de afnemers (ziekenhuizen) en belangenorganisaties richtlijnen uitvaardigden om in de vraag en aanbod te kunnen voorzien en enig overheidssturing te bewerkstelligen. Ondanks het verplichtende karakter van de richtlijnen en de toezicht door de IGZ bleek de samenwerking tussen de bloedbanken onderling en het CLB niet optimaal. De bloedbanken en het CLB beconcurreerden elkaar wat betreft de werving van donoren, sommige bloedbanken probeerden ook te investeren in onderzoek en de productie van lang houdbare bloedproducten. Er bestonden ook verschillen in inzicht over bloedafname en kwaliteitscontrole. Dit kwam met name naar voren in de jaren tachtig aan het begin van de aids-epidemie waarbij niet alle bloedbanken dezelfde standaarden hanteerden, zo kon niet elke bloedbank het zich veroorloven om de stollingsfactor factor VIII - gebruikt voor hemofilie-patiënten - uit het bloed te verhitten om zo het virus onschadelijk te maken, of was men er niet van overtuigd dat het voor hun regio zo noodzakelijk was.
Verschillende rapporten bepleitten al sinds de jaren tachtig de centralisatie van de bloedbanken (Ginjaar (1982), Twijnstra en Gudde (1992), Koopmans (1995)) omwille van efficiëntie, veiligheid, professionalisering en het verleggen van de verantwoordelijkheid naar de overheid. Ook een rapport van de Nationale Ombudsman uit 1995 over de verantwoordelijkheid van de overheid ten aanzien van de handelwijze van de hiv-besmetting van hemofiliepatiënten bracht toenmalig minister Borst (D66, Kabinet-Kok I) er uiteindelijk toe om de Bloedbanken en CLB in 1998 samen te voegen en de verantwoordelijkheid over de bloedvoorziening van Nederland definitief naar zich toe te trekken.
De nieuwe naam werd Sanquin. Het aantal bloedbanken werd teruggebracht van 22 (of 17) tot 8 (of 9). De organisatie werd onderverdeeld in vijf divisies: Bloedbank, Diagnostiek, Reagents, Research en Plasma Products (die laatste vier komen voort uit het CLB) en het bedrijfsonderdeel Pharmaceutical Services. Reagents houdt zich bezig met de ontwikkeling en verkoop van reagens en Plasma Products hield zich bezig met de productie van langhoudbare bloedproducten. Pharmaceutical Services hield zich bezig met hulp aan andere commerciële bedrijven bij het ontwikkelen van bloedgerelateerde producten.
In 2002 werd het aantal productielocaties verminderd van negen naar vier. In 2010 onderging Sanquin een reorganisatie onder de naam Quartslag die onder andere tot gevolg had dat de vier bloedbank regio's werden samengevoegd tot één organisatie. De vier regio's behielden nog wel hun productielocatie. In 2012 volgde al snel een nieuwe reorganisatie onder de noemer Bloedbank 2015. Het doel van deze reorganisatie was om nog efficiënter te gaan werken, enerzijds om de bezuinigingen die waren opgelegd vanuit het Kabinet Rutte II te kunnen ondervangen en anderzijds om de kostprijs van kort houdbare bloedproducten omlaag te krijgen. Die kostprijs lag toentertijd nog gemiddeld 7% hoger dan in andere Europese landen. De angst was dat zodra de Europese Unie zou besluiten de grenzen voor deze kort houdbare bloedproducten op te stellen, Sanquin de concurrentie niet aan zou kunnen. Deze reorganisatie leidde er toe dat in 2014 er nog maar twee productielocaties over bleven.
De divisie Plasma Products werd in 2015 ondergebracht in een BV genaamd Sanquin Plasma Products (SPP). In 2017 werden ook de divisies Reagents en Diagnostiek vanwege hun commerciële activiteiten tot BV's omgevormd. De drie BV's werden vervolgens onder een holding geplaatst. Het Nationaal Screeningscentrum Sanquin (NSS) werd ondergebracht bij de Divisie Research & LabServices. Stichting Sanquin Bloedvoorziening werd overkoepelend eigenaar van de non-for-profit onderdelen en de holding. In hetzelfde jaar werd ook de Divisie Tissues & Cells opgericht, onder deze divisie werden het Stamcellaboratorium, de Botbank van Sanquin Nijmegen en de Navelstrengbloedbank samengebracht. Beide laatste twee divisies bleven buiten de holding. In 2017 werd de divisie Tissues & Cells al weer langzaam ontbonden. Het stamcellaboratorium werd overgenomen door het UMCG. De Botbank werd in 2017 ondergebracht bij weefselbank BISLIFE in Leiden. De Navelstrengbloedbank ging over naar Laboratorium voor Celtherapie in Amsterdam. 
In maart 2021 werd de stichting en de commerciële tak verder uit elkaar getrokken. Sanquin Holding werd Sanquin Health Solutions Group BV (SHS) waarbinnen de BV's werden ondergebracht alsmede de campusontwikkeling en de commerciële participaties.  In april begon men met de ontwikkeling van het terrein aan de Plesmanlaan tot innovatiecampus onder de naam New West Health and Innovation District (Hid) en werd de Sanquin Academy opgericht waar men cursussen aanbiedt aan  zorgprofessionals en docenten. Ook de campusontwikkeling en de commerciële participaties werden ondergebracht bij SHS. In juni 2021 ging Sanquin Plasma Products (SPP) samen met het Belgische Plasma Industries Belgium (PIBe) zelfstandig verder onder de naam Prothya Biosolutions.

## Organisatie
Sanquin bestaat uit de divisies Bloedbank, Research & Labservices, Reagents BV., Diagnostiek BV., Sanquinnovate,

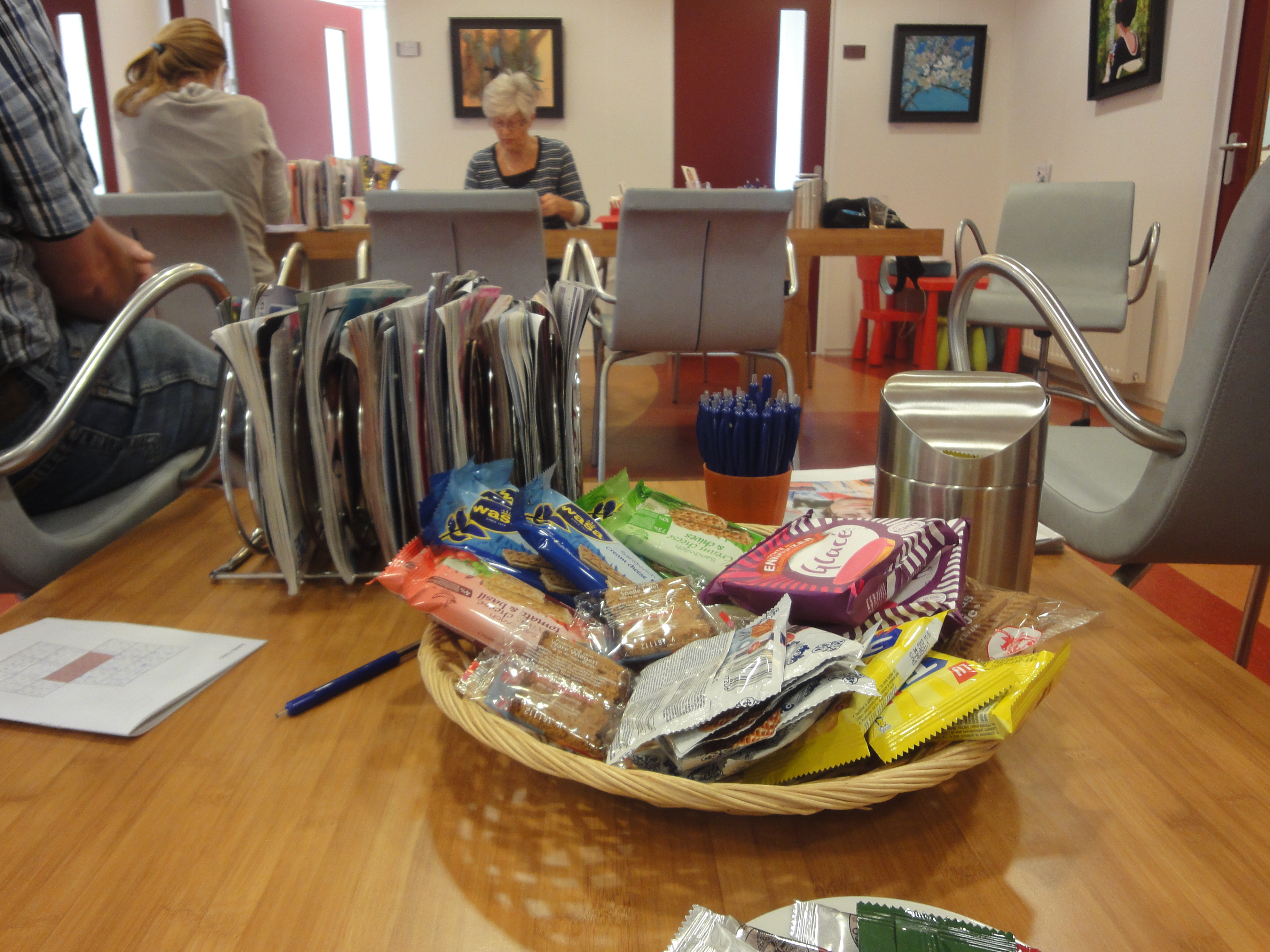
Wachtruimte bij een bloedbank

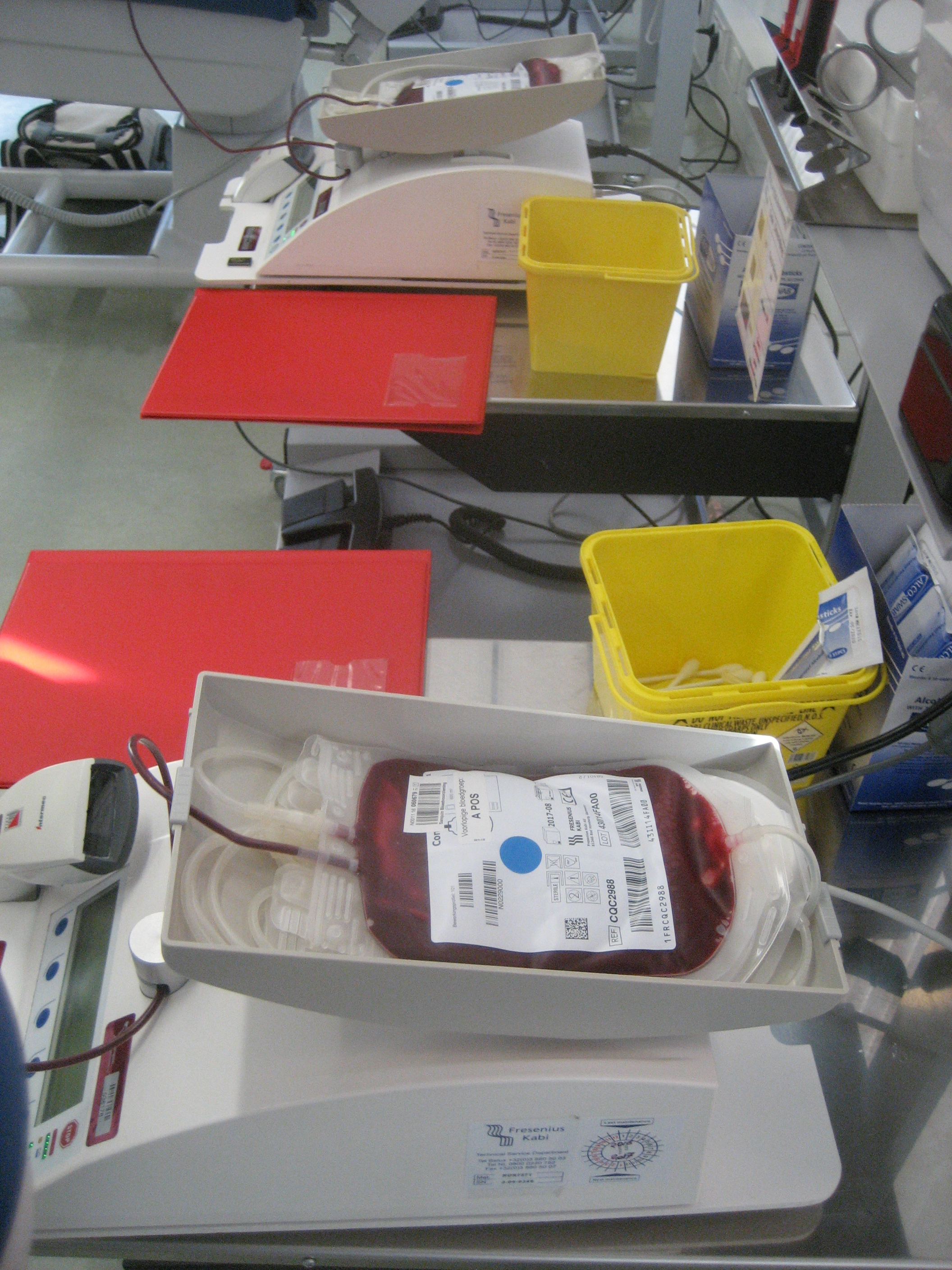
Bloeddonatie (2016)

### Bloedbank
De divisie bloedbank is het publieke deel van de organisatie en verantwoordelijk voor de werving, screening en behoud van donoren en het inzamelen en testen van het bloed, het scheiden in de verschillende bloeddelen (cellen, plasma en bloedplaatjes) en de levering aan de verschillende ziekenhuizen. Het afnemen van het bloed gebeurt op 137 (2016) vaste en mobiele locaties. De mobiele afnamelocaties zijn vrachtwagentrailers waarvan de eerste werd geïntroduceerd in 2008. Het scheiden van het bloed gebeurt in Nijmegen en Amsterdam.

### Sanquinnovate (Sanquin Innovatie B.V.)
Sanquinnovate is een volle dochter van Sanquin, opgericht in 2017 en heeft als taak om producten en diensten te ontwikkelen deze in de markt te zetten (zogenaamde valorisatie). In 2016 ging men een samenwerking met Mu-Drop B.V. aan om systeem voor het toedienen van micro-serumoogdruppels te ontwikkelen voor patiënten met zeer droge ogen. In 2018 richtte Sanquinnovate een dochteronderneming op genaamd SanSepsis in samenwerking met NLC. SanSepsis ontwikkelt een aferese/bloedfilter applicatie waarmee bacteriën gebonden aan rode bloedcellen (sepsis) uit het bloed gefilterd kunnen worden. In 2019 werd Alveron Pharma opgericht in samenwerking met Okklo Life Sciences en een aantal investeerders; Alveron ontwikkelt nieuwe cyclodextrines die acute bloedingen kunnen stoppen bij patiënten die antistollingsmedicatie gebruiken.

## Cijfers
Het aantal geregistreerde donoren daalt gestaag, van 675.000 in 1995 naar iets meer dan 464 duizend donoren in 2005. In 2016 waren er 343 duizend geregistreerde bloeddonoren. Er vonden in 2016 circa 725.000 donaties plaats. In hetzelfde jaar waren er bij Sanquin ruim 2800 mensen werkzaam. In 2016 heeft Sanquin een omzet van 389 miljoen euro gehaald.

## Beleid
In Nederland krijgen de donoren geen geld voor hun bloeddonatie. De reden hiervoor is dat de overheid mensen die uit commerciële overweging hun bloed verkopen wil uitsluiten. Mensen die niet uit een altruïstische gedachte hun bloed geven, zouden weleens bepaalde gezondheidsproblemen, infectierisico's of risicovolle seksuele contacten kunnen verzwijgen. Hoewel donoren gratis bloed doneren, ontvangt Sanquin wel geld voor de bloedproducten die van dit bloed gemaakt worden. Dit geld is nodig om de professionele verwerking van het bloed te bekostigen, zoals salarissen, installaties en gebouwen.

### Buitensporigheden
In 2007 en in de jaren daarna ontstond ophef over de salariëring van de raad van bestuur van Sanquin. De drie bestuurders incasseerden tezamen meer dan 800.000 euro en hun salaris was daarmee hoger dan dat van bestuurders van de meeste academische ziekenhuizen, terwijl het aantal werknemers, de omzet en de complexiteit van het werk niet in verhouding zouden staan tot die van academische ziekenhuizen. Na bezwaarmaking door de Landelijke Vereniging van Bloed- en plasmadonoren (LVB) ontving Sanquin hierover 1450 klachten. De raad van bestuur verweerde zich met het argument dat niet zijzelf, maar de raad van toezicht van Sanquin verantwoordelijk was voor de bepaling van het salaris. Voormalig voorzitter van de raad van bestuur Theo Buunen verdiende in 2010 naar verluidt 258.000 euro exclusief pensioenpremies en sociale lasten en zat daarmee ruim boven de balkenendenorm. In 2013 raakte Sanquin in opspraak doordat het salaris van toenmalig topman Theo Buunen werd doorbetaald van september 2012 tot en met maart 2014 in tijden van bezuinigingen en banenverlies. Het zou gaan om opgespaarde vakantiedagen. Dit voorval leidde tot kamervragen. Ook in de jaren erop was er sprake van buitensporige ontslagvergoedingen van managers. Met het vertrek van Buunen was een bedrag gemoeid van 600.000 euro en van de twee managers tezamen 556.000 euro. Sinds 2013 geldt ook voor Sanquin bestuursleden de Wet normering topinkomens, welke is aangepast in 2015 maar met inachtneming van de Regeling Zorg uit 2014 en het geldende overgangsrecht voor bestuursleden die aangenomen zijn voor 2013.

## Internationale activiteiten
Sinds 1998 is Sanquin aandeelhouder van het Belgische CAF-DCF cvba-scrl (Centrale Afdeling voor Fractionering) in Brussel. Vanaf 2008 was Sanquin voor 50,1% aandeelhouder en hadden het Belgische Rode Kruis en het Franse fractioneringsbedrijf LFB (Laboratoire français de fractionnement et des biotechnologies) ieder de helft van het overgebleven deel. In 2015 verkochten het Rode Kruis en LFB hun aandelen aan Sanquin dat vervolgens in 2016 het bedrijf opdeelde in een verwerkingsdeel enerzijds en een marketing- en distributiedeel anderzijds. Het verwerkingsdeel ging verder onder de naam Plasma Industries Belgium cvba-scrl (PIBe) en bleef onderdeel van Sanquin, het andere deel werd verkocht aan LFB en ging verder onder de naam CAF-DCF bvba/sprl. In 2021 werden dochtermaatschappen PIBe Sanquin Plasma Products overgedaan aan een groep investeerders. Sanquin hield hierbij wel een prioriteitsaandeel.
Sinds 2004 heeft Sanquin een dochteronderneming in Finland (Sanquin Oy) die de relaties onderhoudt met de partners aldaar. Van 2005 tot 2009 verwerkte Sanquin namelijk Fins plasma tot lang houdbare bloedproducten.
Naast eigen medicijnen fabriceert Sanquin ook medicijnen uit buitenlands plasma voor commerciële partijen. Met plasma uit de VS en Europa produceert Sanquin in samenwerking met Shire het medicijn Cinryze, een C1-remmer voor Hereditair angio-oedeem patiënten. Sanquin maakt dit medicijn al uit Nederlands donorplasma sinds 1972 (toen het nog CLB heette), tussen 1997 en 2011 onder de naam Cetor voor de Nederlandse patiënten. In 2008 kreeg Sanquin via Lev Pharmaceuticals toestemming van het Amerikaanse overheidsbureau voor geneesmiddelen, de Food and Drug Administration (FDA), om een C1-remmer te maken met Amerikaans plasma. Lev werd vlak na de toestemming overgenomen door ViroPharma wat zelf weer werd overgenomen door Shire in 2012. Shire heeft met Sanquin in 2015 afgesproken dat ook andere fabrieken van Shire de techniek van Sanquin kunnen inzetten voor de productie van dit medicijn. In 2018 besloot Shire echter de productie van Cinryze niet alleen uit te besteden aan een fabriek in Oostenrijk, maar ook om de afname het medicijn bij Sanquin af te bouwen. Dit leidde er toe dat Sanquin's Plasma Products personeel moest ontslaan.
In 2012 tekende Sanquin ook een contract met Baxter voor de levering van producten uit plasma die door Baxter aangeleverd wordt. Sanquin investeerde vervolgens in een vergroting van de productiecapaciteit. De FDA bracht dit hele plan danig aan het wankelen toen deze in 2014 een waarschuwing gaf aan Sanquin. Hierdoor kwam de kwetsbaarheid van de Nederlandse opzet van een organisatie die deels non-profit en deels commercieel handelt boven water. Voor Baxter produceert Sanquin halffabricaten voor de productie van immunoglobulines, stollingsfactoren en albumine. In 2015 werd de Baxter divisie BioScience, de divisie waar Sanquin aan leverde, verzelfstandigd onder de naam Baxalta en kreeg Sanquin in datzelfde jaar groen licht van het Europees Geneesmiddelenbureau (EMA) voor de productie van Precipitate G voor Baxalta medicijnen voor de Europese markt. In 2016 werd Baxalta eveneens overgenomen door Shire.

## Kunstcollectie
Als kunstliefhebber legde Joghem van Loghem in 1959 de basis voor de kunstcollectie van de stichting Sanquin, de overkoepelende organisatie van bloedbanken. Maandelijks worden uit deze collectie werken geëxposeerd in de naar hem genoemde galerie van Sanquin: de "Galerie Joghem".

## Logo

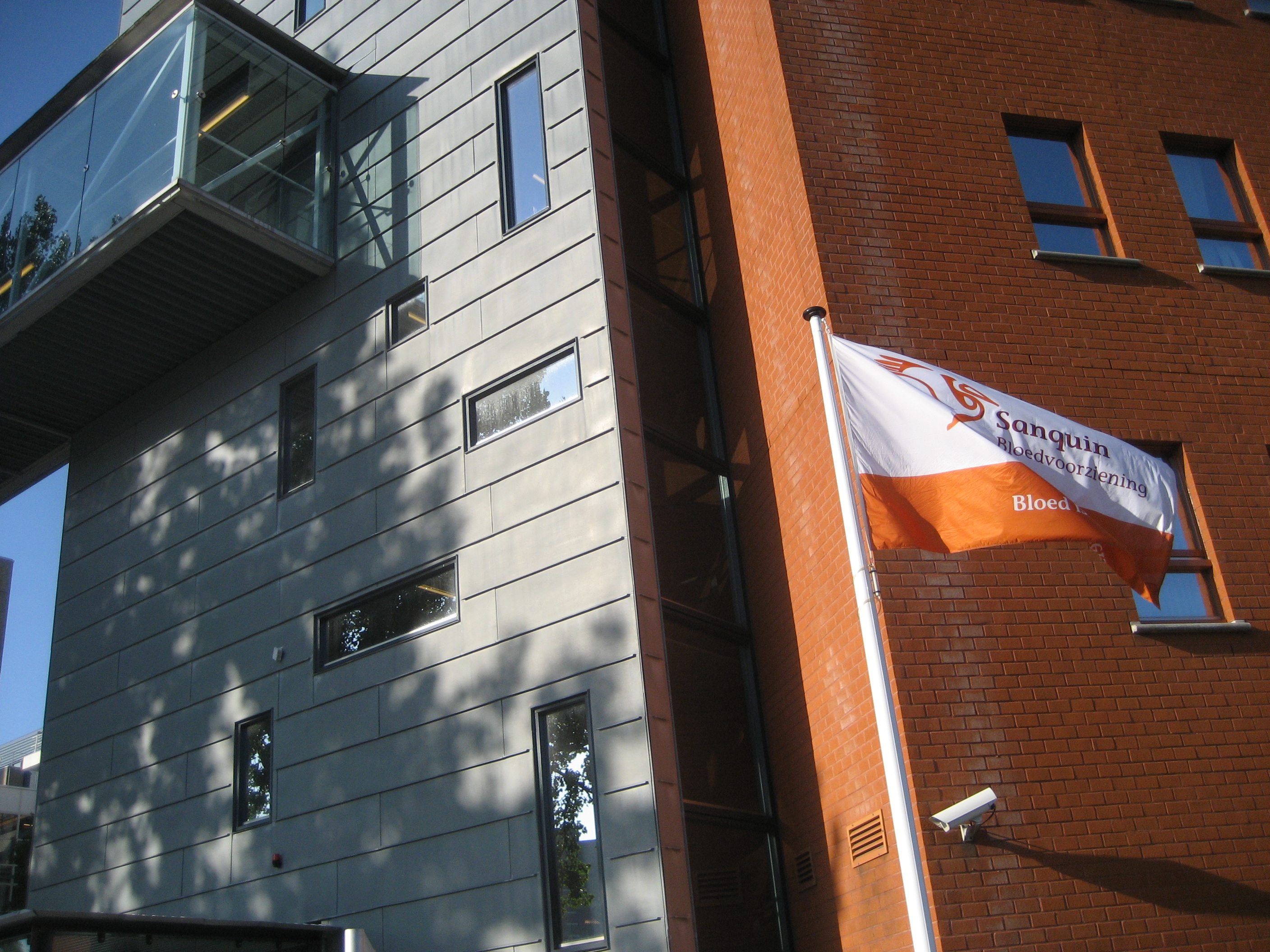
Bloedbank Leiden tot 2022

Het beeldmerk van Sanquin is een gestileerde pelikaan. Van deze vogel geloofde men, dat hij zijn hongerende jongen bij voedselschaarste voedde met zijn eigen bloed, door het openpikken van de eigen borst. In de broedtijd hebben bepaalde pelikanen namelijk een rode vlek op krop en keelzak die op een bloedende wond lijkt. Hierdoor werd de pelikaan in het christendom een teken voor opoffering, altruïsme, barmhartigheid en met name voor Christus' offerdood. Het symbool is ook vaak te zien in oude weeshuizen. Het maakt de vogel ook een geschikt symbool voor de onbaatzuchtige bloeddonatie. 